# Воля-Польська (Мінський повіт)
Воля-Польська (пол. Wola Polska) — село в Польщі, у гміні Якубув Мінського повіту Мазовецького воєводства.
Населення — 210 осіб (2011).
У 1975-1998 роках село належало до Седлецького воєводства.

## Демографія
Демографічна структура станом на 31 березня 2011 року:
|          | Загалом | Допрацездатний вік | Працездатний вік | Постпрацездатний вік |
| -------- | ------- | ------------------ | ---------------- | -------------------- |
| Чоловіки | 104     | 30                 | 60               | 14                   |
| Жінки    | 106     | 17                 | 60               | 29                   |
| Разом    | 210     | 47                 | 120              | 43                   |